# Gaius Fonteius Capito (Suffektkonsul 33 v. Chr.)
Gaius Fonteius Capito gehörte der plebejischen Familie der Fonteier an und war gegen Ende der Römischen Republik 33 v. Chr. Suffektkonsul.
Gaius Fonteius Capito, der einen gleichnamigen Vater hatte, war ein Freund des Triumvirn Marcus Antonius. Vielleicht war er etwa 39 v. Chr. Volkstribun und bekleidete zu diesem Zeitpunkt bereits ein Priesteramt, wie eine Inschrift aus Kos angibt. 39/38 v. Chr. verwaltete er mit proprätorischem Imperium wohl eine der im Osten des Römischen Reichs gelegenen Provinzen des Antonius und prägte damals Münzen mit dessen Bildnis sowie jenem von dessen Gattin Octavia. Im Jahr 37 v. Chr. und damit zu einem Zeitpunkt, an dem die Spannungen zwischen Antonius und dessen Triumviratskollegen Octavian wieder zunahmen, befand sich Fonteius Capito als Antonius’ Bevollmächtigter in Italien. Er reiste im Auftrag Octavians zusammen mit dessen Vertrautem Gaius Maecenas und dem mit beiden Triumvirn befreundeten Lucius Cocceius Nerva von Tarracina aus nach Brundisium, um mit Antonius zu verhandeln und den Vertrag von Tarent vorzubereiten. Nach dem Abschluss des Vertrags segelte Antonius im Herbst 37 v. Chr. wieder in den Osten und schickte Fonteius Capito zur ptolemäischen Königin Kleopatra nach Ägypten, um sie nach Antiochia in Syrien zu geleiten. Dort befand sich das Hauptquartier des Triumvirn, wo dieser nun den Winter 37/36 v. Chr. mit Kleopatra verbrachte.
Zuletzt wird Fonteius Capito, der möglicherweise mit dem von Johannes Lydos erwähnten römischen Antiquar Fonteius identisch ist, im Jahr 33 v. Chr. erwähnt, in dem er in den Monaten Mai und Juni das Suffektkonsulat bekleidete. Er hatte einen gleichnamigen Sohn, der 12 n. Chr. den Konsulat bekleidete.